# Raversyde
Raversyde,, (en néerlandais Raversijde mais Raversyde en flamand occidental) est un hameau sis sur la côte belge, au sud-ouest de la ville d’Ostende de laquelle il fait administrativement partie (province de Flandre-Occidentale en Région flamande de Belgique). L'aéroport d'Ostende se trouve à Raversijde.

## Patrimoine
Le musée du mur de l'Atlantique (Atlantikwall) permet de découvrir des casemates et tranchées des deux guerres mondiales dans le domaine provincial de Raversyde.

## Personnalité
Le prince Charles de Belgique, frère du roi Léopold III, régent du Royaume de Belgique du 20 septembre 1944 au 20 juillet 1950, y a vécu de 1950 à son décès en 1983. Sa propriété est aujourd'hui ouverte au public.